# The Hole
The Hole (en Argentina: The hole - En lo profundo, en España: The Hole, en Venezuela: Atrapados) es una película estadounidense de género thriller dirigida por Nick Hamm y basada en una novela de Guy Burt. 

## Argumento
Liz, una estudiante de una exclusiva escuela británica reaparece, despeinada y ensangrentada, después de desaparecer 18 días junto a sus compañeros Mike, Geoff y Frankie. Liz es entrevistada por una psiquiatra, la Dra. Phillipa Horwood, a quien describe su vida en el colegio, explicando que es una chica apagada, sin vida social y dedicada al estudio; su mejor amigo y confidente de toda la vida es un muchacho llamado Martin, quien está enamorado de ella sin ser correspondido. También señala ser amiga de Frankie, la chica más popular del colegio, quien a ojos de todo el mundo solo la tolera porque le ayuda con sus tareas, pero según explica Liz, existe un genuino aprecio entre las dos.
Liz señala tener un amor no correspondido por Mike, el chico más popular del colegio. Sin embargo, debido a que él acaba de romper con su novia, ella deseaba aprovechar la ocasión para crear una oportunidad y acercarse a él. Por ello, junto a Martin planearon usar un viejo refugio antibombas ubicado en los terrenos del colegio para que pasen juntos el fin de semana tras escaparse de una excursión escolar. Liz consigue que Frankie vaya junto a su novio Geoff, a quien hace que invite a Mike ya que es su mejor amigo. Pasado el tiempo que debiera durar la excursión, Martin debía ir por ellos y abrir el refugio.
Cuando el plazo se cumple y Martin no regresa, los cuatro se dan cuenta de que los ha encerrado bajo llave y comienzan a enfrentarse entre sí. Con el paso de los días descubren micrófonos ocultos colocados por Martin, quien parece estar monitoreándolos en todo momento. Liz razona que el enamoramiento de su amigo se ha convertido en obsesión y los ha encerrado para demostrarle que ella y Mike no congenian, sabiendo que es lo suficientemente testarudo como para dejarlos morir de hambre si no comprueba que tiene la razón. Intentando convencer a Martin, Frankie finge estar enferma, mientras que Mike y Liz pretenden odiarse uno al otro; Liz afirma que después de eso despertaron una mañana y encontraron la escotilla abierta, lo que les permitió escapar, sin embargo, Phillipa se muestra escéptica ante la historia de Liz. 
Posteriormente, Martin es puesto bajo custodia policial, donde cuenta una historia completamente diferente: afirma que Liz y Frankie orquestaron el plan para que Liz sedujera a Mike y Frankie pasara tiempo con Geoff. Liz realmente no es una solitaria impopular como se ha retratado, de hecho, es Martin quien es el solitario, mientras que Liz es en realidad, una chica oportunista y manipuladora, además de ser la cabeza del grupo de chicas populares al que Frankie pertenece, por lo que tras saber de la ruptura de Mike, buscó y presionó a Martin para que la ayudara a obtener acceso al refugio.
Mientras tanto, Liz regresa a casa, donde experimenta recuerdos inquietantes sobre lo sucedido. Martin, enfurecido, busca y encara a Liz, acusándola de incriminarlo; ella huye desde él a través del jardín y se acerca a una presa donde Martin desesperado le recrimina el permitir que lo acusen mientras ella asegura que lo dejarían ir porque no pueden probar nada. En su siguiente sesión, Phillipa encara a Liz señalando que su versión no contrasta con los eventos, mientras Liz asegura que no puede recordar lo que sucedió en el refugio y Phillipa decide llevarla allí con la esperanza de evocar su memoria. 
Una vez dentro, Liz revela la verdad: se había encerrado a sí misma y a sus amigos adentro con la esperanza de ganarse el afecto de Mike, con quien está obsesionada. Durante días intentó seducirlo e insinuarse, pero el joven nunca se mostró interesado ya que era consciente de su mala fama. Tras descubrir que tanto él como Geoff se estaban acostando con Frankie, decidió cerrar la puerta, fingiendo que fue obra de Martin, aislándolos y forzando así la oportunidad de acercarse más a él. Inicialmente, los cuatro habían planeado beber y consumir drogas en el refugio, pero al darse cuenta de que no podían escapar, el grupo entró en histeria. 
Phillipa revela que sabía que la versión de Liz era falsa ya que solo ella salió viva del refugio. Con el paso de los días, ante la falta de agua y comida, Frankie, quien era bulímica, enfermó y no pudo dejar de vomitar; combinado con la deshidratación, sufrió una rasgadura del revestimiento estomacal, lo que derivó en un paro cardíaco y su muerte. Tal como Liz lo deseaba, el encierro y la tragedia hicieron que Mike viera en ella un apoyo al que aferrarse y se volvieron más cercanos. Algunos días después, Mike descubrió que Geoff ocultaba una gaseosa y, en un ataque de rabia, lo mató golpeando su cabeza contra el suelo; al volver a sus cabales, esto lo devastó emocionalmente y lo hizo aun más dependiente de Liz.
Tras algunos días, Liz sugiere un pacto suicida, ante lo cual Mike profesa su amor por ella. Satisfecha con este resultado, Liz espera a que el joven se duerma para subir la escalera hasta la entrada del refugio y abrir la escotilla, intentando fingir que Martin los ha liberado. Sin embargo, Mike descubre que ella tuvo la llave todo el tiempo y, tras atar cabos, comprende que es la culpable. Furioso, intenta perseguirla por la escalera creando tensión y haciendo que se rompa; Mike cae y es empalado por la escalera rota y muere. Después que Liz termina de contar la historia, Phillipa le pide que haga una confesión oficial que corrobore la versión de Martin, pero Liz se niega, alegando que no arruinará su vida por lo que describe como un error sin importancia, además comenta que Martin ya no es un obstáculo.
Cuando Liz comprende que Phillipa esta dispuesta a denunciarla se acerca a ella con intenciones agresivas, sin embargo, ya que la policía llega al refugio, Liz grita pidiendo ayuda, fingiendo que es Phillipa quien está tratando de lastimarla. Los oficiales informan que el cadáver de Martin fue encontrado en el río; según las pesquisas se ahogó tras caer al agua en la represa cercana a la casa de Liz y en su bolsillo, la policía encontró la llave del refugio, lo que lo implica como el responsable en los hechos. La policía atribuye su muerte al suicidio y a Liz se le permite salir libre. Ella sale del refugio en la parte trasera de una ambulancia, sonriendo a Phillipa desde la ventana mientras se aleja.

## Reparto
| Actor              | Papel                          |
| ------------------ | ------------------------------ |
| Thora Birch        | Elizabeth "Liz" Dunn           |
| Embeth Davidtz     | Dra. Phillipa Horwood          |
| Desmond Harrington | Michael "Mike" Steel           |
| Daniel Brocklebank | Martin Taylor                  |
| Laurence Fox       | Geoff Bingham                  |
| Keira Knightley    | Frances "Frankie" Almond Smith |

## Producción
Nick Hamm comenzó a elegir el reparto a fines de 1999. Hamm describió a la entonces novata Keira Knightley como una versión joven de Julie Christie. Para prepararse para el papel, Thora Birch visitó una escuela pública inglesa. El rodaje comenzó el 2 de julio del año 2000 y finalizó el 9 de noviembre del mismo año, durando seis semanas y siendo realizado en Londres y el sur de Inglaterra. Las ubicaciones específicas incluyeron el internado Downside en Somerset y Bray Studios.4] La película se rodó en formato Super 35.

## Recepción
En Rotten Tomatoes, la película tiene un índice de aprobación del 50% según las reseñas de 16 críticos.
Michael Thomson, en una reseña para la BBC, dijo que la película era "una aventura oscura y espeluznante" influenciada por la novela El señor de las moscas de William Golding, con el refugio sustituyendo como escenario a la isla. Criticó también el trabajo de cámara y algunos de los diálogos, pero elogió a Thora Birch.